# Danae tibialis
Danae tibialis es una especie de coleóptero de la familia Endomychidae.

## Distribución geográfica
Habita en Malaui.